# Alfred Douglas
 Der er for få eller ingen kildehenvisninger i denne artikel, hvilket er et problem. Du kan hjælpe ved at angive troværdige kilder til de påstande, som fremføres i artiklen.

Lord Alfred Bruce Douglas (født 22. oktober 1870, død 20. marts 1945), var en britisk forfatter, digter, oversætter og politisk kommentator, men er bedre kendt som Oscar Wildes (1854-1900) elsker. På universitetet i Oxford medvirkede Alfred Douglas til udgivelsen af "The Spirit Lamp", der havde et homoerotisk indhold. Oscar Wilde deltog ligeledes i udgivelsen af universitetsmagasinet, og han bidrog med 3 artikler i magasinets korte levetid, der kun omfatter i alt 15 udgivelser. 

## Barndom og opvækst
Alfred Douglas er født den 22. oktober 1870, han var den tredje søn af John Sholto Douglas (1844–1900), 9. Markis af Queensberry, og Sibyl Montgomery (1845–1935) . Douglas er født i Ham Hill i nærheden af Worcester. Alfred Douglas blev af sin mor kaldt "Bosie" (hvilket eftersigende udspringer af ordet boy - dreng), og dette kælenavn skulle for Douglas' vedkommende følge ham igennem livet .
Douglas gik på Winchester College fra 1884-1888, og trods at han blot var en gennemsnitlig elev, var det her han etablerede magasiet The Winchester College Pentagram, som skulle give ham mulighed for at udtrykke sig poetisk og litterært. I 1889 startede Douglas på Magdalen College, Oxford, hvor han b.la. bidrog til universitetsmagasinet The Oxford Magazine, og det var også på Oxford, at Douglas skulle bidrage til det homoerotiske magasin "The Spirit Lamp". I sommeren 1891 blev Alfred Douglas introduceret til forfatteren og dramatikeren Oscar Wilde.

## Forholdet mellem Douglas og Wilde og retssagen
Alfred Douglas er af eftertiden især kendt som Oscar Wildes elsker. I sommeren 1891 blev Douglas introduceret til Wilde af sin fætter digteren og forfatteren Lionel Johnson (1867 –1902). På det tidspunkt var Wilde gift med Constance Loyd (1858-1898), og parret havde ligeledes to sønner, da Wilde og Douglas indledte deres affære. I året 1895, sagsøgte Wilde "Bosie's" far Markisen af Queensberry for bagvaskelse grundet hans anklager om homoseksualitet mod Wilde. Sagen blev sidenhen en offentligt kendt sag, da homoseksualitet var ulovligt i datidens England (og det skulle forblive ulovligt indtil 1960'erne). Oscar Wildes venner, som kendte til Douglas' og Wildes affære, rådede ham til at flygte til Frankrig indtil der var faldet ro på sagen. I den enorme mediestorm der opstod af sagen der indledtes den 3. april 1895. Efter tre dage trak Wildes advokat sagsanlægget tilbage, men da mange oplysninger om Wildes privatliv kom frem under retssagen blev Wilde dømt til to års "hårdt arbejde" (Hard Labour) 

## Eksterne Links
- Alfred Douglas' uofficielle hjemmeside
- Alfred Douglas biografi på Spartacus Educational